# Eefje Muskens
Eefje Muskens (Goirle, 17 de junio de 1989) es una deportista neerlandesa que compitió en bádminton, en la modalidad de dobles.
Ganó dos medallas en el Campeonato Europeo de Bádminton, plata en 2016 y bronce en 2014. Participó en los Juegos Olímpicos de Río de Janeiro 2016, ocupando el quinto lugar en la prueba de dobles.

## Palmarés internacional
| Campeonato Europeo | Campeonato Europeo         | Campeonato Europeo | Campeonato Europeo |
| Año                | Lugar                      | Medalla            | Prueba             |
| ------------------ | -------------------------- | ------------------ | ------------------ |
| 2014               | Kazán (Rusia)              | Medalla de bronce  | Dobles             |
| 2016               | La Roche-sur-Yon (Francia) | Medalla de plata   | Dobles             |